# Good Girl
Good Girl — песня американской кантри-певицы Кэрри Андервуд с её 4-го студийного альбома Blown Away, вышедшая отдельным синглом в феврале 2012 года на лейбле Arista Nashville. Певица стала соавтором песни вместе с Крисом ДиСтефано (Chris DeStefano) и Эшли Горли. «Good Girl» стала 12-м для певицы хитом № 1 в кантри-чарте Billboard Hot Country Songs.

## Об альбоме
Кэрри Андервуд 25 января 2012 года анонсировала на своём официальном вэб-сайте, что новый сингл выйдет в феврале. Соавторами Кэрри выступили Chris DeStefano и Ashley Gorley. Горли уже ранее работал с певицей для её песен «Don't Forget to Remember Me» и «All-American Girl». Впервые певица представила песню в живом исполнении во время ежегодного семинара Country Radio Seminar (CRS), прошедшего 23 февраля 2012 года в Нашвилле. Студийный трек попал на радиостанции сразу после эфира, одновременно началась цифровые загрузки. Официальный релиз «Good Girl» на Hot AC radio состоялся 23 апреля 2012..
Песня получила положительные отзывы музыкальных изданий и критиков, например, от таких изданий как Roughstock, Taste of Country, About.com, Country Universe.
Музыкальное видео, созданное для песни «Good Girl» выиграло премию Video of the Year 2012 года на церемонии CMT Music Awards, будучи избранным голосованием фанов. Режиссёром клипа стала Theresa Wingert, а редактором Jacquelyn London.

## Награды и номинации

### American Country Awards
| Год  | Номинируемая работа | Категория                      | Результат |
| ---- | ------------------- | ------------------------------ | --------- |
| 2012 | «Good Girl»         | Female Music Video of the Year | Номинация |
| 2012 | «Good Girl»         | Female Single of the Year      | Номинация |

### CMT Music Awards
| Год  | Номинируемая работа | Категория                | Результат |
| ---- | ------------------- | ------------------------ | --------- |
| 2012 | «Good Girl»         | Video of the Year        | Победа    |
| 2012 | «Good Girl»         | Female Video of the Year | Номинация |

### World Music Awards
| Год  | Номинируемая работа | Категория                | Результат |
| ---- | ------------------- | ------------------------ | --------- |
| 2013 | «Good Girl»         | World’s Best Music Video | Номинация |

## Чарты и сертификация
| Чарт (2012)                         | Высшая позиция |
| ----------------------------------- | -------------- |
| Канада (Billboard Canadian Hot 100) | 21             |
| US Billboard Hot 100                | 18             |
| США (Billboard Hot Country Songs)   | 1              |
| США (Billboard Adult Pop Airplay)   | 20             |

| Регион | Провайдер    | Сертификация           |
| ------ | ------------ | ---------------------- |
| Канада | Music Canada | Платиновый (80,000)    |
| США    | RIAA         | Платиновый (1,719,000) |

| Чарт (2012)                   | Позиция |
| ----------------------------- | ------- |
| Канада (Canadian Hot 100)     | 90      |
| США Billboard Hot 100         | 66      |
| США Country Songs (Billboard) | 27      |